# Зелёная Долина (Криничанский район)
Зелёная Долина (укр. Зелена Долина) — село,
Адамовский сельский совет,
Криничанский район,
Днепропетровская область,
Украина.
Код КОАТУУ — 1222080502. Население по переписи 2001 года составляло 276 человек.

## Географическое положение
Село Зелёная Долина находится в 3-х км от правого берега реки Базавлук,
на расстоянии в 0,5 км от посёлка Адамовское.
По селу протекает пересыхающий ручей с запрудой.
Рядом проходят автомобильная дорога Т-0429 и
железная дорога, станция Адамовское в 0,5 км.